# خاویر کامپورا
خاویر کامپورا (اسپانیایی: Javier Cámpora‎؛ زادهٔ ۷ ژانویهٔ ۱۹۸۰) بازیکن فوتبال اهل آرژانتین است.

## باشگاهی
از باشگاه‌هایی که در آن بازی کرده‌است می‌توان به باشگاه فوتبال کروز آزول، باشگاه فوتبال کولو-کولو، باشگاه فوتبال آریس سالونیک، باشگاه فوتبال روساریو سنترال، باشگاه فوتبال راسینگ کلوب آویاندا، باشگاه فوتبال اتلتیکو هوراکان، و باشگاه فوتبال ویرا اشاره کرد.